# BRTN TV2
BRTN TV2 was in Vlaanderen van 1977 tot eind 1997 de tweede televisiezender van de toenmalige BRT/BRTN (nu VRT).
Aanvankelijk had de Vlaamse openbare televisie-omroep, opgericht in 1953, slechts één kanaal. In 1973 begon de BRT te experimenteren met een tweede zender, BRTN 2 en BRT 2 genaamd. BRT 2 zond voor het eerst uit op dinsdag 26 april 1977. Vanaf 27 januari 1991 tot 1 december 1997 werd de zender "TV2" genoemd.
De zender bood vooral actualiteit, culturele programma's en sportuitzendingen. 's Morgens en 's middags werden er kinderprogramma's en familievriendelijke films uitgezonden die rond de avond eindigden. Dit gebeurde veelal in samenwerking met de Nederlandse Onderwijs Televisie (NOT). Dagelijks om 20 uur was er het TV2-journaal te zien, de herhaling van het journaal dat een half uur eerder op TV1 te zien was. Om 22 uur werd het duidingsprogramma Terzake uitgezonden. TV2 profileerde zich als de zender voor de meerwaardezoekers. Er waren dus 's avonds veel programma's met aandacht voor kunst, literatuur, muziek … te zien, evenals films en televisieprogramma's die minder op een groot publiek mikten. Ook quizzen, zoals De IQ-Kwis met presentator Herman Van Molle, werden voornamelijk op TV2 uitgezonden. Tijdens grote sportevenementen, zoals de Olympische Spelen, voetbal- en wielerwedstrijden, werden de integrale wedstrijden voornamelijk op dit tweede kanaal uitgezonden.
Op 1 december 1997 werd BRTN TV2 opgeheven en opgesplitst in de jeugdzender Ketnet, die vanaf 20 uur automatisch veranderde in de volwassenenzender Canvas. Beide zenders, die op hetzelfde kanaal uitzonden, kregen een eigen netprofiel en styling. Sinds mei 2012 heeft Ketnet een apart kanaal. Canvas zendt sindsdien overdag gebruikelijk Ketnet Junior uit of het wordt gebruikt als uitwijkkanaal van VRT 1 voor onder meer sport en Villa Politica.